# Гней Ауфідій Орест
Гней Ауфідій Орест (лат. Gnaeus Aufidius Orestes; дати народження й смерті невідомі ) — політичний діяч Римської республіки, консул 71 року до н. е.

## Життєпис
Походив з роду Авреліїв. Син Луція Аврелія Ореста, консула 103 року до н. е. Його було усиновлено римським істориком і претором Гнеєм Ауфідієм. Про життя Гнея Ауфідія мало відомостей.
У 77 році до н. е. був міським претором (лат. praetor urbanus). У 71 році до н. е. його обрано консулом, разом з Публієм Корнелієм Лентулом Сурою. Брав участь у придушені повстання під проводом Спартака. Подальша доля невідома. Описаний у романі Рафаелло Джованьйолі «Спартак» під ім'ям Гая Анфідія Ореста.

## Родина
- донька Аврелія Орестіла, дружина Луція Сергія Катіліни